# Taman (Jrengik)
Taman is een bestuurslaag in het regentschap Sampang van de provincie Oost-Java, Indonesië. Taman telt 1965 inwoners (volkstelling 2010).